# Schieferindustrie in Wales
Die Schieferindustrie in Wales geht auf die Zeit der Herrschaft des Römischen Reiches über Britannien zurück. Dachschindeln aus Schiefer wurden bereits beim Bau eines römischen Lagers in der Nähe des heutigen Caernarfon verwendet. Bis zum Beginn des 18. Jahrhunderts hatte dieser Industriezweig nur geringe Bedeutung für die walisische Wirtschaft. In der Zeit der Industrialisierung des 19. Jahrhunderts jedoch wurden Abbau und Verarbeitung von Schiefer neben dem Steinkohlenbergbau zum wichtigsten Industriezweig in Wales. Gegen Ende des 19. Jahrhunderts lagen die wichtigsten Abbauregionen im nordwestlichen Wales. Der Penrhyn- und der Dinorwic-Steinbruch in der Nähe von Llanberis waren zu diesem Zeitpunkt die beiden größten Schiefersteinbrüche der Welt. Die Oakeley-Mine von Blaenau Ffestiniog, in der der Schiefer unterirdisch abgebaut wurde, war weltweit das größte Schieferbergwerk. Schiefer wurde und wird überwiegend zum Decken von Dächern, außerdem als Fußbodenbelag sowie für Arbeitsplatten und Grabsteine genutzt.

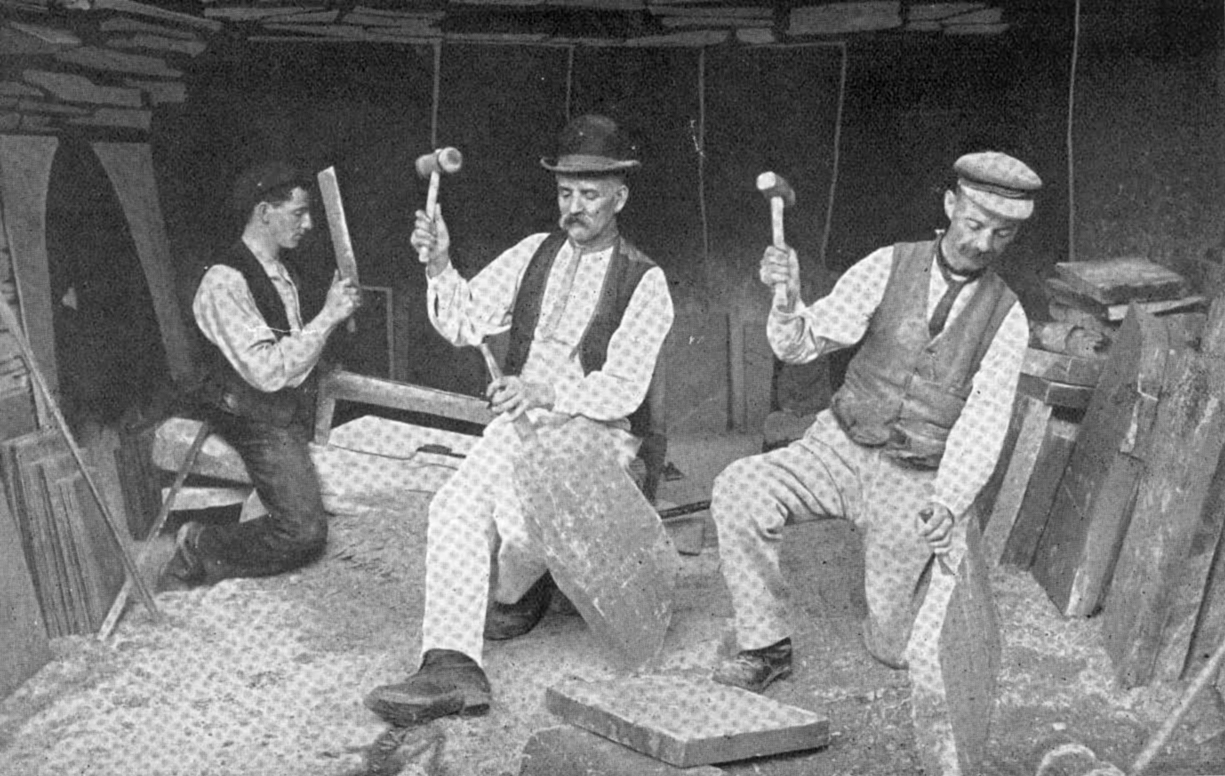
Schiefer mit Hammer und Meißel in Schindeln zu spalten, erfordert große Geschicklichkeit und Erfahrung. Der Herstellungsprozess wurde erst während des 20. Jahrhunderts mechanisiert. Das Foto aus dem Jahr 1910 zeigt Arbeiter des Dinorwic-Steinbruchs, Wales

Im Juli 2021 nahm die UNESCO die „Schieferlandschaft von Nordwestwales“ in die Liste der Welterbestätten auf. Die Stätte besteht aus den sechs stellvertretend ausgewählten Komponenten „Penrhyn Slate Quarry and Bethesda, and the Ogwen Valley to Port Penrhyn“, „Dinorwig Slate Quarry Mountain Landscape“, „Nantlle Valley Slate Quarry Landscape“, „Gorseddau and Prince of Wales Slate Quarries, Railways and Mill“, „Ffestiniog: its Slate Mines and Quarries, ‘city of slates’ and Railway to Porthmadog“ und „Bryneglwys Slate Quarry, Abergynolwyn Village and the Talyllyn Railway“. Bereits 2018 hatte die International Union of Geological Sciences den walisischen Schiefer als Global Heritage Stone Resource ausgewiesen.

## Übersicht
Bis zum Ende des 18. Jahrhunderts wurde Schiefer üblicherweise in kleinen Mengen durch Gruppen von selbständigen Steinbrucharbeitern gewonnen. Diese zahlten für das Abbaurecht eine Gebühr an den Landbesitzer und transportierten den Schiefer mit Pferdekarren zu den Häfen. Von dort wurde der Schiefer mit Schiffen nach England, Irland und gelegentlich auch nach Frankreich transportiert. Nachdem die britische Regierung 1831 den Zoll auf Schiefer aufgehoben und der Bau von Schmalspurbahnen den Transport des Schiefers zu den Häfen erleichtert hatte, setzte eine rapide Expansion dieser Industrie ein. Gegen Ende des 19. Jahrhunderts wurden die Steinbrüche üblicherweise durch die Landbesitzer direkt betrieben.
Der Schieferabbau dominierte die Wirtschaft des nordwestlichen Wales insbesondere in der zweiten Hälfte des 19. Jahrhunderts. Im übrigen Wales hatte dieser Industriezweig eine weit geringere Bedeutung. Im Jahre 1898 waren etwa 17.000 Arbeiter mit dem Abbau von Schiefer beschäftigt. Die Produktionsmengen lagen zu diesem Zeitpunkt bei jährlich 500.000 Tonnen Schiefer. Ein Streik im Penrhyn-Steinbruch von 1900 bis 1903 markiert den Wendepunkt in der Bedeutung dieses Industriezweiges. Bereits während des Ersten Weltkrieges nahm die Zahl der in diesem Industriezweig beschäftigten Personen deutlich ab. Die Weltwirtschaftskrise in den späten 1920er und 1930er Jahren sowie der Zweite Weltkrieg führten zur Schließung der meisten kleineren Steinbrüche. Als andere Materialien wie etwa Tonziegel Schieferschindeln als Baumaterial beim Dachdecken zunehmend ablösten, folgte in den 1960er und 1970er Jahren auch die Schließung der meisten großen Schiefersteinbrüche. Schieferschindeln werden heute nur noch in einem geringen Umfang hergestellt.

## Lagerstätten

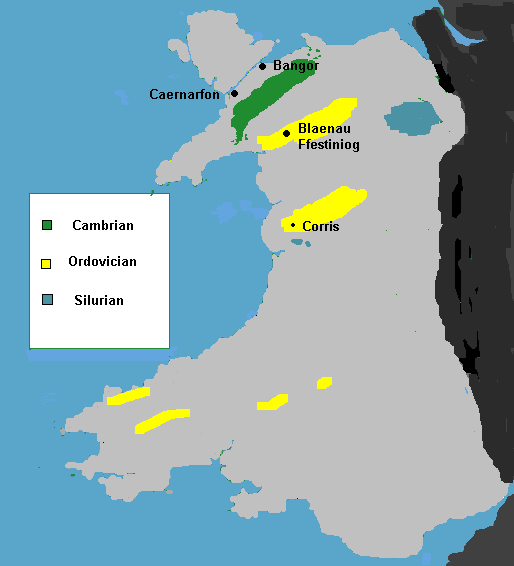
Südlich von Bangor und Caernarfon liegen die wichtigsten Schieferlagerstätten. Sie entstanden während des Kambriums

Die Schieferlagerstätten von Wales sind während dreier erdgeschichtlicher Perioden entstanden: Kambrium, Ordovizium und Silur. Die Lagerstätten, die sich während des Kambriums gebildet haben, verlaufen in südwestlicher Richtung von Conwy bis in die Nähe von Criccieth. Dieser Schiefer wurde in den Steinbrüchen von Penrhyn und Dinorwig sowie im Nantlle Valley abgebaut. Kleinere Ausläufer des Vorkommens dieser Zeitperiode befinden sich auch an anderen Stellen, beispielsweise in der Nähe von Anglesey. Die Lagerstätten, die während des Ordovizium entstanden sind, verlaufen in südwestlicher Richtung von Betws-y-Coed bis nach Porthmadog; sie wurden in Blaenau Ffestiniog abgebaut. Ein weiteres Band von Ordovizium-Schiefer verläuft weiter südlich und reicht von Llangynnog bis nach Aberdyfi. Abgebaut wurde dieser Schiefer vor allem in der Region von Corris sowie an einigen Orten im Südwesten von Wales, vor allem in Pembrokeshire. Die Lagerstätten des Silurs liegen weiter östlich im Tal des Flusses Dee und im Gebiet von Machynlleth.

## Beginn des Schieferabbaus
Die Verwendung von Schiefer zum Bauen und Decken von Dächern geht auf die römische Zeit zurück. Bei der Errichtung des Römerlagers bei Caernarfon wurden zunächst Tonziegel verwendet, in späteren Bauphasen wurde jedoch zunehmend Schiefer für Dächer und Fußböden genutzt. Da der nächste Schiefersteinbruch etwa acht Kilometer vom Lager entfernt lag, ist die Verwendung wohl nicht darauf zurückzuführen, dass dieses Baumaterial vor Ort verfügbar war. Während des Mittelalters wurde Schiefer an mehreren Orten in Wales in kleinerem Umfang abgebaut. Der Cilgwyn-Steinbruch im Nantlle-Tal geht auf das 12. Jahrhundert zurück und gilt als der älteste in Wales. Erste Belege für Schieferabbau in der Nähe des späteren Penrhyn-Steinbruchs liegen für das Jahr 1413 vor: Die Haushaltsbücher eines dort ansässigen Landbesitzers halten fest, dass mehreren seiner Pächter zehn Pence für die Produktion von jeweils 5.000 Schieferschindeln ausgezahlt wurden. Der Steinbruch Aberllefenni Slate könnte auf das 14. Jahrhundert zurückgehen. Die ersten schriftlichen Belege für seine Existenz stammen aus den frühen Jahren des 16. Jahrhunderts und belegen, dass ein Landsitz der Gegend mit Schindeln aus diesem Steinbruch gedeckt wurde.
Die durch das hohe Gewicht des Schiefers bedingten Transportprobleme hatten zur Folge, dass man den Schiefer normalerweise in der Nähe der Steinbrüche verwendete. Schon sehr früh wurde er allerdings mit dem Schiff transportiert. Das belegt unter anderem ein Gedicht des Dichters Guto'r Glyn aus dem 15. Jahrhundert. Darin bittet er einen Kleriker, ihm aus dem nahe Bangor liegenden Aberogwen eine Schiffsladung Schiefer nach Rhuddlan zu senden, damit er sein in Henllan bei Denbigh befindliches Haus decken könne. Das vermutlich aus dem 16. Jahrhundert stammende Wrack eines Schiffes, das als Ladung fertige Schieferschindeln trug, wurde in der Menai-Straße gefunden. Für die zweite Hälfte des 16. Jahrhunderts ist ein kleiner Exporthandel von Schieferschindeln nach Irland belegt. Die Schindeln wurden von Beaumaris und Caernarfon aus verschifft. Von Penrhyn aus wurden 1713 in 14 Schiffsladungen insgesamt 415.000 Schindeln nach Dublin verschickt. Die Schindeln wurden zunächst mit Packpferden und später mit Karren in die Häfen transportiert. Als Fuhrleute arbeiteten häufig Frauen in diesem ansonsten ausschließlich von Männern dominierten Wirtschaftszweig. Die Packpferde, die zum Beispiel Penrhyn-Schindeln zu den Häfen trugen, wurden gewöhnlich von Mädchen geführt.
Bis ins späte 18. Jahrhundert wurde der Schiefer gewöhnlich in einer Vielzahl kleiner Steinbrüche von Arbeitsgemeinschaften abgebaut, die jeweils aus nur wenigen ortsansässigen Männern bestanden. Dafür zahlten sie gewöhnlich eine Miete oder Gebühr an den Landbesitzer. Die Steinbrucharbeiter von Cilgwyn, eines auf einer Krondomäne befindlichen Steinbruchs, waren dagegen von dieser Zahlung befreit. In einem Brief aus dem Jahre 1738 beschwert sich John Paynter, der den Penrhyn-Steinbruch vertrat, dass Cilgwyn-Schindeln deswegen preisgünstiger angeboten werden könnten und sich dies auf den Verkauf der Penrhyn-Schindeln auswirke. Penrhyn führte zwischen 1730 und 1740 größere Schieferschindeln ein und vergab für die in diesem Steinbruch üblichen Schindelgrößen Namen, die sich wie die damit bezeichneten Formate allmählich als Standard durchsetzten. Duchesses waren mit 24 × 12 Zoll (60,96 × 30,48 Zentimeter) die größten Schindeln, Countesses, Ladies und Doubles die jeweils nächsten Größen. Singles waren die handelsüblichen Schindeln mit dem kleinsten Maß.

## Wachstumsphase 1760–1830

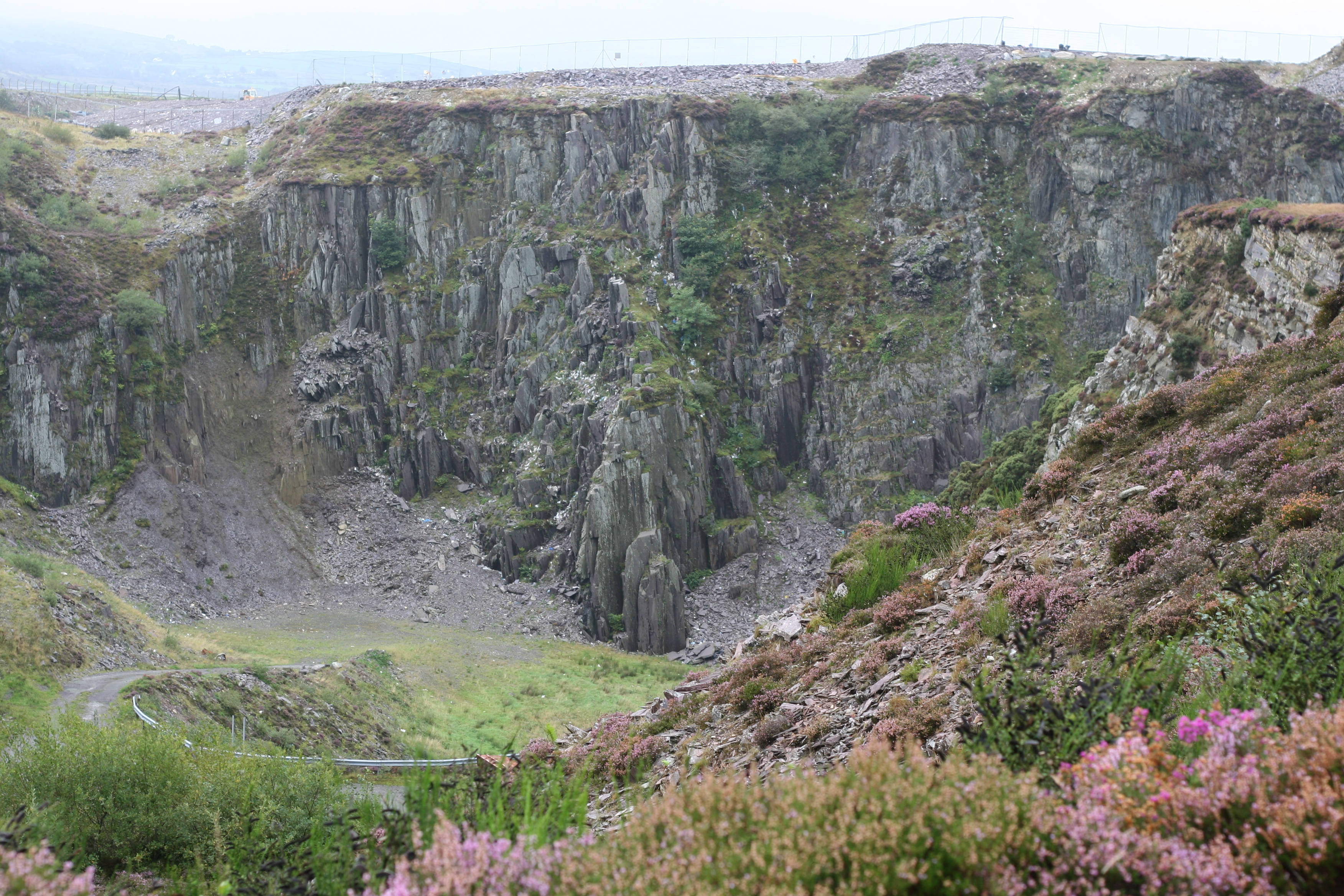
Der Cilgwyn-Steinbruch ist der älteste in Wales und zählte im 18. Jahrhundert zu den wirtschaftlich bedeutsamsten. Der Steinbruch befand sich auf einer Krondomäne und die Steinbrucharbeiter mussten bis 1745 für ihren Abbau keinerlei Pacht entrichten – ein unzulässiger Wettbewerbsvorteil, wie die Betreiber anderer Steinbrüche meinten

Die Großlandbesitzer verlangten von den Arbeitern, die aus den Steinbrüchen ihrer Ländereien Schiefer gewannen, anfangs nur eine jährliche Miete von einigen wenigen Schillingen sowie eine Beteiligung an dem Erlös aus den verkauften Schindeln. Der erste Landbesitzer, der den Schieferabbau auf seinen Ländereien selbst organisierte, war der später in den Adelsstand erhobene Richard Pennant, der Besitzer des Landgutes Penrhyn. 1782 wurde den Männern, die in den Steinbrüchen seines Landbesitzes arbeiteten, entweder ihr Recht abgekauft oder sie wurden vertrieben. Noch im selben Jahr eröffnete Pennant einen neuen Steinbruch in Caebraichycafn nahe Bethesda. Dieser entwickelte sich zum größten Schieferbruch der Welt. Im Jahr 1792 waren in dem Steinbruch bereits 500 Arbeiter beschäftigt, die jährlich 15.000 Tonnen Schiefer abbauten. Den Steinbruch in Dinorwig übernahm 1787 zunächst eine einzelne große Arbeitsgemeinschaft, ab 1809 begann der Landbesitzer Thomas Assheton Smith aus Vaynol, die Leitung dieses Steinbruches selbst in die Hand zu nehmen. Die Steinbrüche von Cilgwyn wurden im Jahr 1800 von einem Unternehmen übernommen. Dieses konzentrierte die bisher verstreuten drei Abbaustellen in einem einzigen, großen Steinbruch. Die erste im Schieferabbau eingesetzte Dampfmaschine war eine Pumpe, die 1807 im Hafodlas-Steinbruch im Nantlletal installiert wurde. Die meisten der Steinbrüche nutzten jedoch Wasserkraft, um ihre Maschinen anzutreiben.
Wales förderte bereits 1793 mit 26.000 Tonnen Schiefer mehr als die Hälfte der 45.000 Tonnen Gesamtproduktion in ganz Großbritannien. Ab Juli 1794 erhob die britische Regierung eine Steuer von 20 Prozent auf alle im Inland verkauften Schindeln, die über die Küstenhäfen transportiert wurden. Diese Steuer bedeutete einen erheblichen Wettbewerbsnachteil für die walisischen Steinbruchbetreiber, da Schiefer, der in England abgebaut wurde, meist über das gut ausgebaute Netz von Kanälen transportiert werden konnte. Die Steuer wurde allerdings nicht auf Schiefer erhoben, der ins Ausland exportiert wurde, und die walisischen Steinbruchbetreiber begannen zunehmend, in die USA zu liefern. Der Penrhyn-Steinbruch vergrößerte sich in dieser Zeit kontinuierlich. 1799 wurden die Abbaumethoden verbessert, indem man in den Schieferhang große „Galerien“ einzog. Dies waren Terrassen mit einer Tiefe von 9 bis 21 Meter, die den Abbau auf mehreren Ebenen ermöglichten. Ab 1801 wurden die Schindeln vom Steinbruch aus mit Hilfe einer zunächst noch von Pferden gezogenen Bahn abtransportiert, der Penrhyn Quarry Railway. Diese Verlängerung einer seit 1798 bestehenden Bahn war eine der ersten Eisenbahnlinien Großbritanniens. Verschifft wurden die Schindeln über den Port Penrhyn, den der mittlerweile geadelte Steinbruchbetreiber Richard Pennant bereits 1790 hatte erbauen lassen. Die Nantlle Railway wurde 1828 eröffnet und transportierte mit von Pferden gezogenen Waggons Schiefer von mehreren Steinbrüchen im Nantlle-Tal zum Hafen von Caernarfon. Die 1842 in Betrieb genommene Padarn Railway des Dinorwic-Steinbruchs verlief von Gilfach Ddu in der Nähe von Llanberis nach Port Dinorwic bei Y Felinheli und ersetzte eine Pferdebahn aus dem Jahr 1824.

## Höhepunkt des Schieferabbaus 1831–1878

### Blaenau Ffestiniog

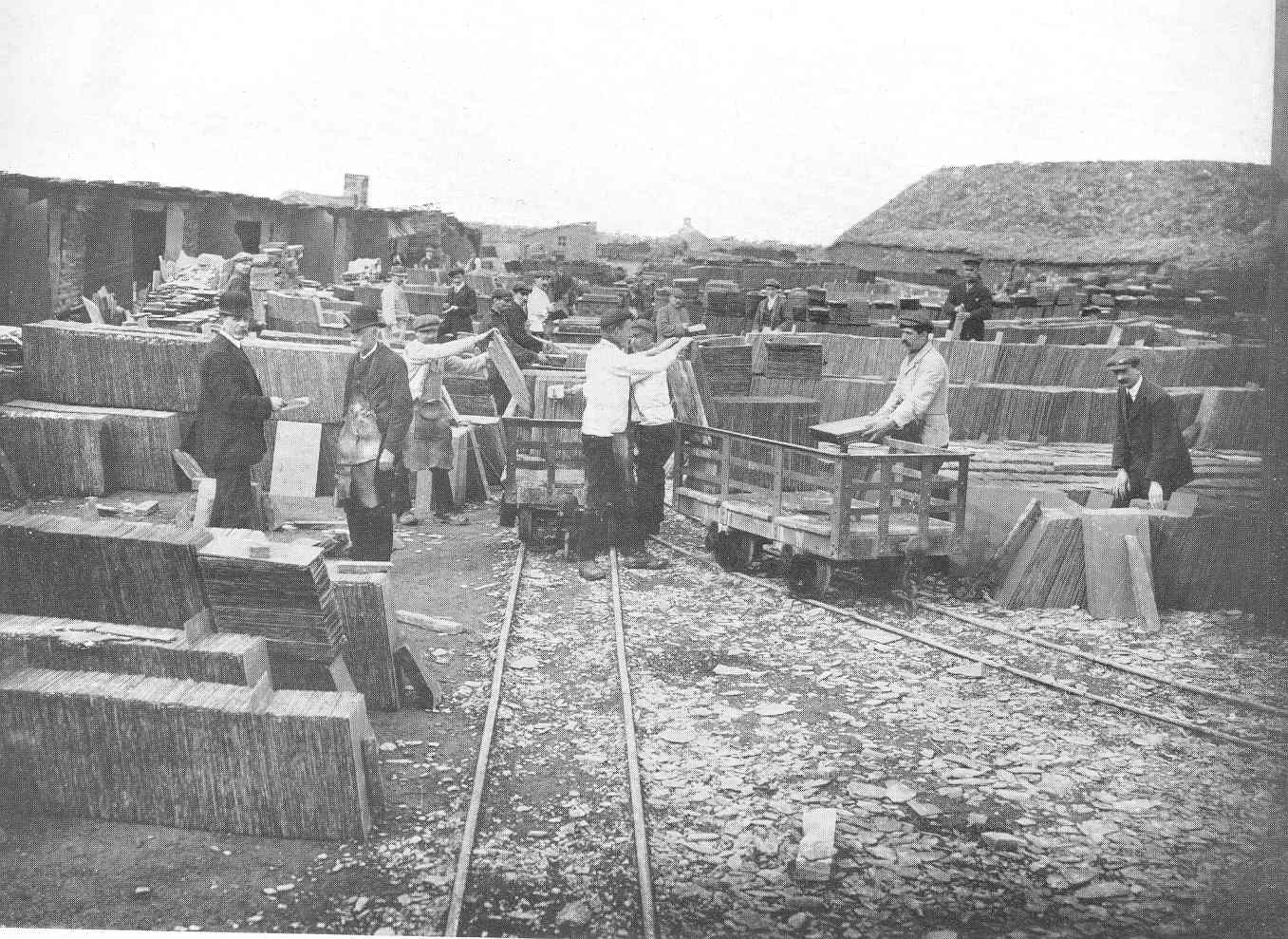
Steinbrüche, die über eine Eisenbahnlinie mit den Häfen verbunden waren, hatten einen Wettbewerbsvorteil. Hier werden um etwa 1913 fertige Schindeln in einen Waggon des Penrhyn Quarry verladen.

1831 hob die Regierung den Zoll auf Schiefer, der über die Küstenhäfen transportiert wurde, wieder auf. Da die Steuer auf Tonziegel erst 1833 widerrufen wurde, führte dies zu einer starken Expansion der Schieferindustrie. Die Ffestiniog Railway wurde zwischen 1833 und 1836 erbaut, um Schiefer von Blaenau Ffestiniog zur Küstenstadt Porthmadog zu transportieren und ihn dort in Schiffe umzuladen. Die Eisenbahnlinie verlief vom Steinbruch ausgehend mit einem leichten Gefälle, so dass beladene Waggons ohne weiteren Antrieb bis zum Hafen rollten. Pferde zogen die leeren Waggons wieder hoch. Dieses Transportsystem trug erheblich zur Expansion der Steinbrüche bei Blaenau Ffestiniog bei, da die Schindeln zuvor zunächst nach Maentwrog hatten transportiert werden müssen, dann in Boote umgeladen wurden, die die Schindeln den Fluss Dwyryd hinab transportierten, bis sie an der Flussmündung in größere Schiffe umgeladen werden konnten. Blaenau Ffestiniog war kein Steinbruch im eigentlichen Sinn, da der Schiefer zum größten Teil unterirdisch abgebaut wurde. Auch diese Abbaustellen wurden in Großbritannien üblicherweise als quarry („Steinbruch“) bezeichnet. 1846 fand man entlang der Straße nach Betws-y-Coed eine weitere Schieferlagerstätte. Hier wurde der Llechwedd-Steinbruch gegründet. Der Großbrand, der Hamburg im Jahr 1842 zu großen Teilen vernichtete, ließ die Nachfrage nach Schiefer stark ansteigen. Deutschland entwickelte sich zu einem der wichtigsten Absatzmärkte der walisischen Steinbrüche, für den Wiederaufbau Hamburgs wurde vor allem Schiefer aus dieser Region verwendet. Mit Schiefer aus dem Steinbruch in Oakeley wurden auch der Kölner Dom und Fabriken der Deutschen Edison-Gesellschaft für angewandte Elektricität in Berlin gedeckt.

### Eisenbahn als Expansionsfaktor

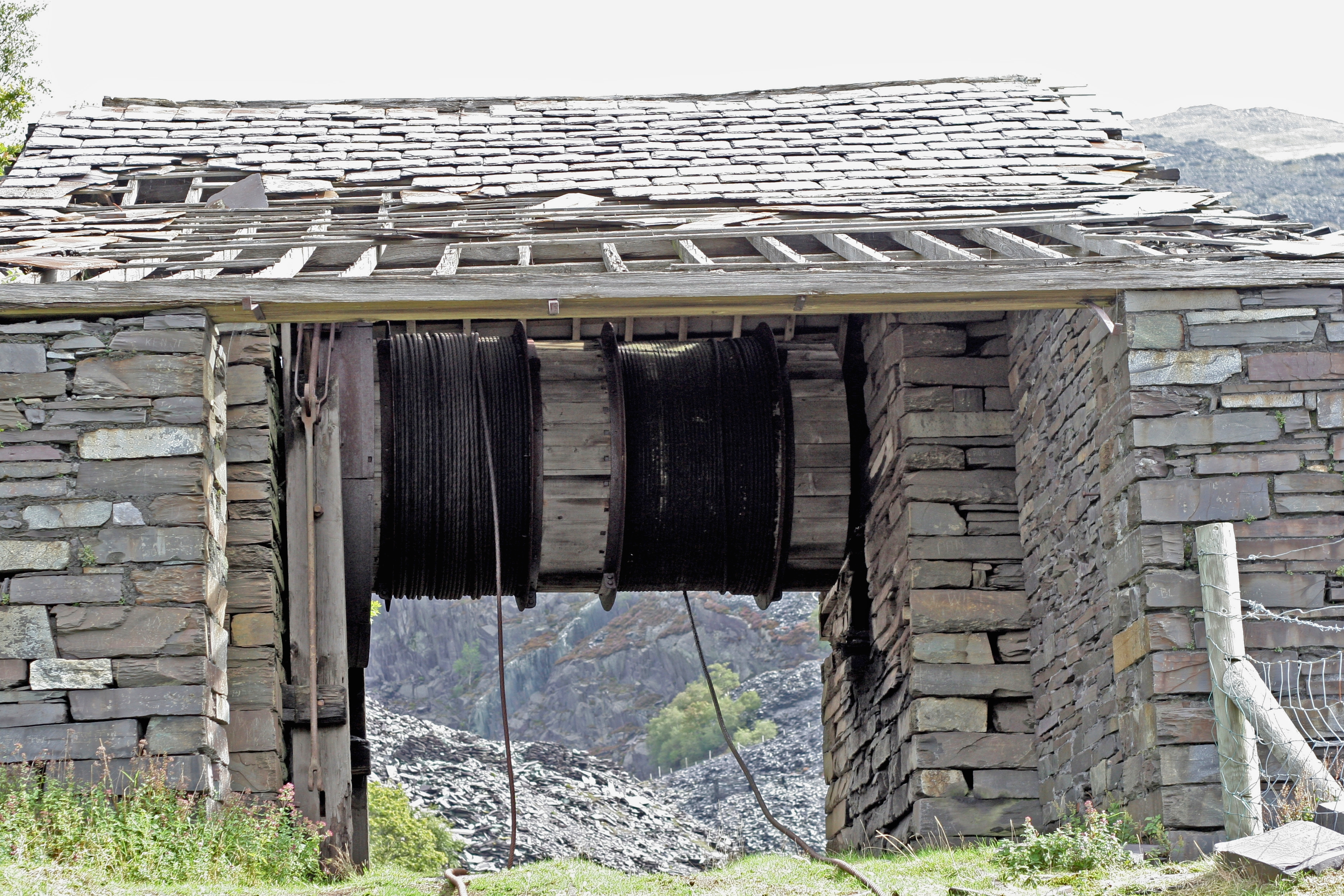
Über ein Kettensystem bremste das Seilhaus des Dinorwig-Steinbruchs, das sich auf einer Anhöhe befand, die Geschwindigkeit der beladenen Waggons auf ihrer Fahrt ins Tal. Das Gewicht der schweren Wagen wurde genutzt, um gleichzeitig die leeren Waggons nach oben zu ziehen.

Zur Expansion der Schieferindustrie trug vor allem die Verbesserung der Transportmöglichkeiten durch die Nutzung der Eisenbahn bei. Teilweise wurden Strecken einzig zu dem Zweck erbaut, den Schiefer von den Steinbrüchen zu den Häfen transportieren zu können.
1842 war die Padarn Railway die erste Eisenbahn eines Steinbruchs, die Dampflokomotiven einsetzte. Der Transport von Schiefer zu den Häfen wurde noch weiter erleichtert, als die London and North Western Railway 1852 begann, die Häfen von Penrhyn und Dinorwic mit ihrer Hauptlinie zu verbinden. Die Corris Railway wurde 1859 als die von Pferden betriebene Corris, Machynlleth & River Dovey Tramroad errichtet, um die Schiefersteinbrüche rund um Corris und Aberllefenni mit den Kais in der Flussmündung des Dyfi zu verbinden. Die Ffestiniog Railway stellte 1863 den Betrieb auf Dampflokomotiven um, und die Talyllyn Railway wurde 1866 eröffnet, um den Schiefer abtransportieren zu können, der in den Bryneglwys Steinbrüchen oberhalb des Dorfes Abergynolwyn abgebaut wurde. Bryneglwys entwickelte sich dadurch zu einem der größten Steinbrüche im mittleren Wales. 30 Prozent der Produktion der Region Corris wurde hier abgebaut, mehr als 300 Arbeiter waren im Steinbruch beschäftigt. Die Eröffnung der Cardigan Railway erfolgte 1873. Bei der Errichtung der Strecke war wiederum der Schiefertransport einer der ausschlaggebenden Gründe. Der Glogue-Steinbruch konnte daraufhin 80 Männer beschäftigen.

### Mechanisierung
Parallel zur Einführung der Eisenbahn als Transportmittel begann eine zunehmende Mechanisierung des Abbauprozesses. Führend waren hier vor allem die Steinbrüche von Blaenau Ffestiniog, deren Ordovizium-Schiefer weniger brüchig war als der Kambrium-Schiefer, den man weiter nördlich abbaute. Schindelmühlen entwickelten sich vor allem im Zeitraum zwischen 1840 und 1860. Eine einzelne Förderstraße lief entlang des Gebäudes und vereinte so unterschiedliche Prozesse, wie das Zurechtsägen und das Plattieren der Schindeln. 1859 erfand J. W. Greaves den Greaves-Sägetisch, auf dem Schieferblöcke gesägt werden konnten. Die Herstellung dünner Dachschindeln erwies sich allerdings als ein Prozess, der sich nur wenig mechanisieren ließ. Dachschindeln wurden nach wie vor mit Hammer und Meißel hergestellt. Ab 1860 entstand zunehmend auch ein Markt für dickere und größere Schieferplatten. Diese wurden unter anderem für Fußböden, Grabsteine und Billardtische verwendet.
Die großen Steinbrüche erwiesen sich als sehr profitabel. Das Mining Journal schätzte 1859 den Reingewinn der Penrhyn-Steinbrüche auf jährlich 100.000 Pfund und diejenigen der Dinorwig-Steinbrüche auf 70.000. Ab 1860 stiegen außerdem die Preise, die sich für Schieferplatten erzielen ließen. Mit der Expansion der Steinbrüche wuchsen auch die Ortschaften in ihrer Nähe. Die Einwohnerzahl der Pfarrschaft Ffestiniog stieg beispielsweise von 732 Personen im Jahre 1801 auf 11.274 im Jahre 1881.
In Wales wurden gegen Ende der 1860er Jahre 350.000 Tonnen Schiefer abgebaut. Mehr als 100.000 Tonnen stammten aus der Region Bethesda, mit dem Penrhyn-Steinbruch als wichtigstem Abbauort. Blaenau Ffestiniog produzierte fast genauso viel, und 80.000 Tonnen kamen aus den Dinorwig-Steinbrüchen. Die Produktionsmengen des Nantlle-Tals lagen bei jährlich 40.000 Tonnen, während der Rest von Wales außerhalb der Hauptzentren des Schieferabbaus nur 20.000 Tonnen pro Jahr lieferte. In den späten 1870er Jahren lagen die walisischen Abbaumengen bei etwa 450.000 Tonnen. Dagegen wurden im übrigen Großbritannien einschließlich Irland lediglich 50.000 Tonnen Schiefer abgebaut. 1882 stammten 92 Prozent der gesamten Abbaumenge Großbritanniens aus Wales. Die großen Steinbrüche in Penrhyn und Dinorwig alleine bauten fast 50 Prozent der jährlichen Gesamtmenge ab. Alun Richards unterstreicht die Bedeutung der Schieferindustrie für Wales, indem er darauf hinweist, dass in der Mitte des 19. Jahrhunderts fast die Hälfte des walisischen Bruttosozialproduktes durch den Schieferabbau erzielt wurde. Als Wirtschaftsfaktor war er nur mit dem Kohleabbau vergleichbar. Im nordwestlichen Wales dominierte der Schiefer sogar vollständig.
Vom Gedeihen der Schieferindustrie profitierten auch eine Reihe anderer Wirtschaftszweige. Dazu zählte unter anderem der Schiffbau in einer Reihe walisischer Hafenstädte. In Porthmadog wurden zwischen 1836 und 1880 immerhin 201 Schiffe gebaut. Es etablierte sich außerdem eine Zulieferindustrie für die Steinbrüche. Die bekannteste ist die Maschinenbaufirma De Winton, die ihren Sitz in Caernarfon hatte. De Winton baute 1870 für den Dinorwig-Steinbruch eine komplette Produktionsanlage, deren Maschinen vom größten oberschlägigen Wasserrad in Großbritannien angetrieben wurde. Es hatte einen Durchmesser von mehr als fünfzehn Metern.

### Die Arbeiter
Lediglich die Hälfte der Arbeitskräfte in einem typischen Steinbruch waren Steinbrucharbeiter. Diese arbeiteten üblicherweise in kleinen Gruppen von drei, vier, sechs oder acht Mann, die als bargain gangs bezeichnet wurden. Eine bargain gang mit vier Arbeitern bestand normalerweise aus zwei rockmen, die die Schieferblöcke aus dem Gestein herausbrachen, einem Spalter oder splitter, der die Blöcke mit Hammer und Meißel bearbeitete, und einem dresser, der die Schieferplatten zurechtschnitt. Als rybelwr wurde ein Junge bezeichnet, der die Steinbrucharbeit erlernte. Er bot den in den Galerien arbeitenden bargain gangs seine Mitarbeit an, und gelegentlich überließen ihm die Arbeiter einen Schieferblock, an dem er das Spalten üben konnte.
Bad rockmen (Abraummänner) waren die Arbeiter, die den nicht verarbeitbaren Schiefer aus den Wänden des Steinbruchs herausbrachen. Sie arbeiteten gewöhnlich in Gruppen von drei Leuten zusammen. Rubbish men (Müllmänner) entfernten den Abraum aus den Steinbrüchen und legten die großen Schotterhalden an, die die Steinbrüche umgaben. Auf eine Tonne verkaufsfähigen Schiefer konnten bis zu 30 Tonnen unverkäuflicher Geröllschutt entfallen.

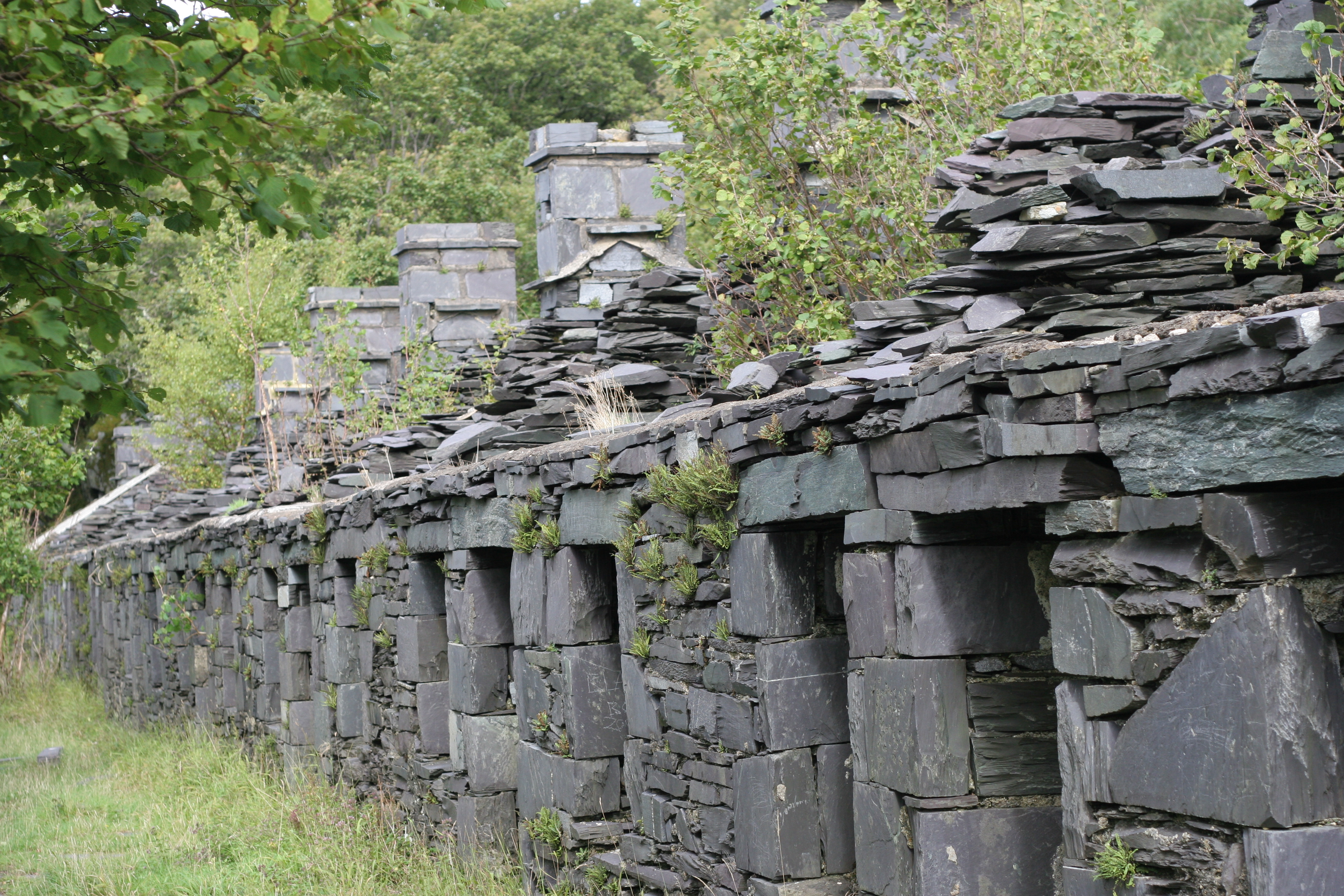
Die Arbeiter von Anglesey, die in der Dinorwig Quarry arbeiteten, waren unter der Woche in den Anglesey-Baracken untergebracht. Die Arbeitswoche begann für sie normalerweise am Montagmorgen um drei Uhr, wo sie aufbrachen, um die Fähre zu den Steinbrüchen zu erreichen. Nach Anglesey kehrten sie erst wieder am Samstagnachmittag zurück.

Die Bad rockmen und die Rubbish men wurden normalerweise für jede Tonne bezahlt, die sie aus dem Steinbruch entfernten. Die Bezahlung der eigentlichen Steinbrucharbeiter erfolgte nach einem komplizierteren System. Ein Teil der Bezahlung basierte auf der Anzahl der Schieferplatten, die eine Gruppe produzierte. Diese Zahl war jedoch auch von der Qualität des Schiefers in dem Abschnitt abhängig, der den Arbeitern zugeteilt wurde. Die Männer erhielten deshalb zusätzlich noch eine sogenannte Poundage, einen Anteil am Geldwert des Schiefers. Dieser Anteil wurde je Steinbruchabschnitt festgesetzt. War der Abschnitt ergiebig, dann erhielten die Arbeiter eine geringere Poundage und eine höhere, wenn nur wenige verkäufliche Schieferplatten aus einem Steinbruchabschnitt gewonnen werden konnten. An jedem ersten Montag im Monat wurden zwischen den Arbeitern und der Leitung des Steinbruchs die Konditionen für den Schieferabbau festgelegt. Dieser Tag wurde deshalb bargain letting day genannt. Für Seile und Ketten sowie für das Schärfen und Reparieren der Werkzeuge hatten die Männer selber zu zahlen. Auf ihren Lohn erhielten die Männer einen wöchentlichen Vorschuss. Abgerechnet wurde am Monatsende, dem day of the big pay. Waren die Abbaubedingungen im Steinbruch schlecht, schuldeten die Männer gelegentlich dem Besitzer des Steinbruchs am Monatsende sogar Geld. Dieses Lohnsystem existierte teilweise bis nach dem Ende des Zweiten Weltkriegs.
Das Lohnsystem bedingte, dass sich die Steinbrucharbeiter nicht als Lohnarbeiter, sondern als unabhängige Unternehmer verstanden. Gewerkschaften entwickelten sich deshalb nur sehr langsam. Konflikte zwischen der Steinbruchleitung und den Arbeitern drehten sich meist um die Festsetzung der Poundage und die Anzahl der freien Tage. Die North Wales Quarrymen’s Union (Gewerkschaft der nordwalisischen Steinbrucharbeiter, NWQMU) wurde 1874 gegründet – noch im selben Jahr gab es sowohl in Dinorwig wie in Penrhyn Auseinandersetzungen. In beiden Fällen konnten sich die Steinbrucharbeiter durchsetzen, im Mai 1878 hatte die Gewerkschaft bereits 8.368 Mitglieder. Morgan Richards, eines der Gründungsmitglieder der Gewerkschaft, beschrieb 1876, unter welchen Bedingungen er vierzig Jahre zuvor in den Steinbrüchen zu arbeiten begann:

„Ich erinnere mich gut an diese Zeit […] als mein Vater, unsere Nachbarn und ich morgens sehr früh aufstanden, vor sechs Uhr morgen fünf Meilen zu laufen hatten und abends dieselbe Strecke wieder zurückgehen mussten. [Wir arbeiteten] hart von sechs bis sechs. Das Mittagessen war kalter Kaffee oder eine Tasse Buttermilch mit einer Scheibe Brot und Butter. Manche von uns hatten eine Familie mit vielleicht fünf, acht oder zehn Kindern mit einem Gehalt zwischen 12 und 16 Schillingen pro Woche zu ernähren.“

## Streiks, Konkurrenzprodukte und Niedergang der Schieferindustrie 1879–1938

### Arbeitsunruhen

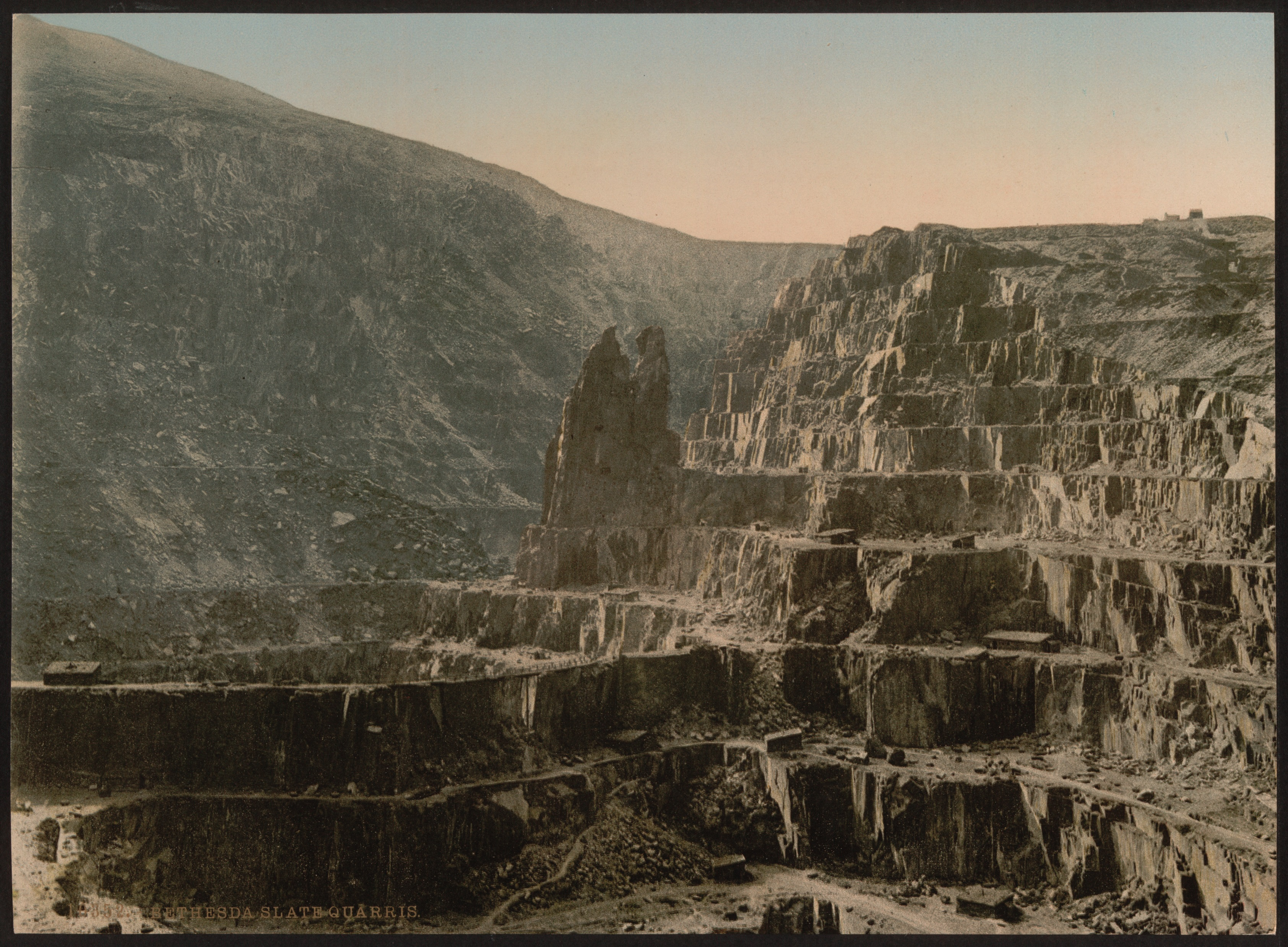
Der Penrhyn-Steinbruch, hier eine Abbildung um die Wende zum 20. Jahrhundert, war einer der beiden größten Steinbrüche in Wales. Hier und im Dinorwig-Steinbruch wurde so viel Schiefer abgebaut wie in allen anderen Steinbrüchen in Wales zusammen.

1879 endete die fast zwanzigjährige Wachstumsphase. Die Schieferindustrie wurde von einer Rezession betroffen, die bis in die 1890er Jahre andauerte. Die Steinbruchbesitzer reagierten mit strikteren Regeln. Den Arbeitern wurde es unter anderem schwerer gemacht, freie Tage zu erhalten. Die Beziehung zwischen den Steinbrucharbeitern und dem Management wurde unter anderem dadurch erschwert, dass sie weder Sprache, Religion noch ihre jeweiligen politischen Ansichten teilten. Die Besitzer und die leitenden Angestellten in den Steinbrüchen sprachen englisch, gehörten der anglikanischen Kirche an und standen den Tories nahe. Die Steinbrucharbeiter dagegen sprachen walisisch, waren überwiegend Nonkonformisten und sahen sich eher durch die Liberal Party vertreten. Bei Verhandlungen zwischen Steinbruchbesitzern und -arbeitern war meist der Einsatz von Dolmetschern notwendig. Im Oktober 1885 führten Auseinandersetzungen über gestrichene Urlaubstage in Dinorwig zu einer Aussperrung der Arbeiter, die bis Februar 1886 andauerte. Auch im Penrhyn-Steinbruch verschlechterten sich die Beziehungen zwischen dem Management und den Arbeitern, nachdem eine neue Unternehmensleitung stringentere Managementmethoden durchzusetzen versucht hatte. Dies kulminierte im September 1896 im Ausschluss von 57 Mitgliedern des Gewerkschaftskomitees und 17 weiteren Arbeitern durch die Unternehmensleitung und einem anschließenden Streik der Arbeiter, der elf Monate andauerte. Die Arbeiter waren letztendlich genötigt, ihre Arbeit wieder aufzunehmen und dabei die Bedingungen der Steinbruchleitung zu akzeptieren.
1892 begann der Absatz von Schiefer wieder zu steigen. Davon profitierten vor allem die Steinbrüche bei Blaenau Ffestiniog und im Nantlle-Tal. Der Höhepunkt des Schieferabbaus in Wales wurde mit mehr als 500.000 Tonnen im Jahre 1898 erreicht. 17.000 Personen waren zu diesem Zeitpunkt in diesem Industriezweig beschäftigt. Eine zweite Aussperrung oder ein erneuter Streik im Penrhyn-Steinbruch begann am 22. November 1900 und dauerte drei Jahre an. Die Ursachen für diese Auseinandersetzung waren vielschichtig. Beigetragen hatte unter anderem, dass Teile des Steinbruches Subunternehmern überlassen worden waren, was die Verhandlungsposition der Arbeiter um ihre poundage erheblich geschwächt hatte. Die Streikkasse der Gewerkschaft war jedoch nur unzureichend gefüllt und für die 2.800 Arbeiter waren die Streikjahre mit großer wirtschaftlicher Not verbunden. Der Besitzer Lord Penrhyn ließ die Arbeit im Steinbruch im Juni 1901 wieder aufnehmen und 500 der Arbeiter kehrten zurück. Sie wurden von denen, die im Ausstand blieben, als Verräter beschimpft. Erst im November 1903 wurde der Streik endgültig beigelegt. Die zurückkehrenden Arbeiter mussten allerdings die Bedingungen akzeptieren, die Lord Penrhyn stellte. Viele derer, die eine führende Rolle während des Streiks innegehabt hatten, wurden jedoch nicht wieder eingestellt. Die meisten von ihnen verließen die Region, um anderswo nach Arbeit zu suchen. Die Arbeitsauseinandersetzungen hinterließen noch lange bittere Gefühle in der Bethesda-Region.

### Rückgang des Abbaus
Der Ausfall des Penrhyn-Steinbruchs während der Streikzeit führte kurzfristig zu Lieferengpässen. Die Preise für Schiefer stiegen daraufhin, aber zunehmend glichen Importe aus dem Ausland den Engpass aus. Frankreich lieferte 1898 40.000 Tonnen Schiefer nach Großbritannien, im Jahre 1902 waren es bereits 105.000 Tonnen. Nach 1903 begann erneut eine Rezession in der Schieferindustrie, die zu Lohnkürzungen und Kündigungen führte. Ausschlaggebend waren vor allem Produktionsfortschritte in der Ziegelherstellung, die Tonziegel preiswerter werden ließen. Acht der Ffestiniog-Steinbrüche schlossen zwischen 1908 und 1913. Der Steinbruch in Oakeley entließ 350 Arbeiter. R. Merfyn Jones schrieb dazu:

„Die Auswirkung dieser Rezession auf die Steinbruch-Bezirke war tief und schmerzhaft. Arbeitslosigkeit und Emigration wurden zu ständigen Begleitern in den vorwiegend vom Schiefer lebenden Gemeinden. Wirtschaftliche Not war weit verbreitet. In den Steinbrüchen wurden die Arbeitsstunden und Löhne gekürzt oder sie wurden ganz geschlossen. Zwischen 1906 und 1913 sank die Zahl der in den Steinbrüchen von Ffestiniog Beschäftigten um 28 Prozent, in Dyffryn Nantlle sank ihre Zahl noch dramatischer sogar um 38 Prozent.“

Die Auswirkungen des Ersten Weltkriegs trafen die wirtschaftlich bereits angeschlagene Schieferindustrie sehr stark. Besonders betroffen war Blaenau Ffestiniog, für das das Deutsche Reich ein wichtiger Absatzmarkt gewesen war. Cilgwyn, der älteste walisische Steinbruch, schloss 1914, wurde später allerdings wiedereröffnet. 1917 erklärte die britische Regierung den Schieferabbau zu einem nicht kriegswichtigen Industriezweig. Eine Reihe der noch bestehenden Steinbrüche wurde daraufhin für den Rest der Kriegszeit geschlossen. Die Nachfrage nach neuen Häusern am Ende des Krieges sorgte kurzzeitig für einen neuen Aufschwung. In den Schieferbergwerken von Blaenau Ffestiniog wurde 1927 nahezu so viel Schiefer abgebaut wie 1913, aber im Tagebau blieben die Abbaumengen deutlich unter Vorkriegsniveau. Die Weltwirtschaftskrise in den 1930er-Jahren führte erneut zu Produktionsrückgängen. Besonders stark ging der Export zurück.
Der Mechanisierungsprozess, der um die Mitte des 19. Jahrhunderts begonnen hatte, hatte sich weiter fortgesetzt. Elektrizität hatte zunehmend Wasserkraft und Dampfmaschinen ersetzt. Der Llechwedd-Steinbruch errichtete sein Elektrizitätswerk bereits 1891. Der Gebrauch elektrischer Sägen und anderer Werkzeuge reduzierte die harte körperliche Arbeit, produzierte aber mehr Feinstaub und führte dazu, dass bei den Arbeitern die Fallzahlen von Silikose anstiegen. Auch die Zahl tödlicher Arbeitsunfälle bei Sprengungen wuchs. Eine Regierungsuntersuchung im Jahre 1893 stellte fest, dass die Quote tödlicher Unfälle bei Arbeitern in Schieferbergwerken mit 3,23 pro tausend Arbeitern höher lag als bei Arbeitern im Kohlebergbau.

## Ende des großflächigen Schieferabbaus

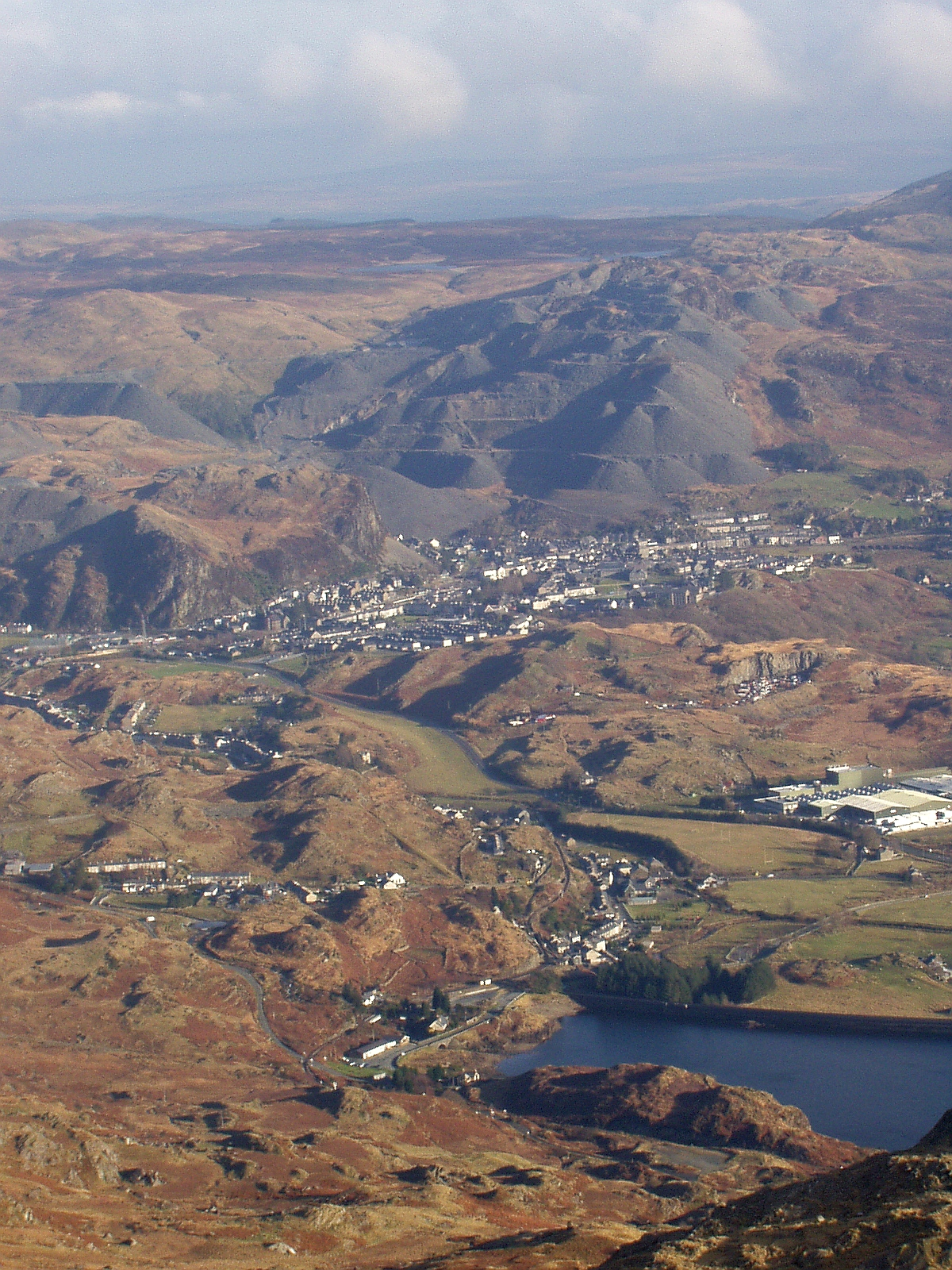
Die Stadt Blaenau Ffestiniog wird von den großen Schutthalden, die die Stadt umgeben, dominiert

Der Ausbruch des Zweiten Weltkriegs war von einem weiteren Rückgang der Schiefer-Absatzmengen begleitet. Teile der Manod- oder (auf Walisisch) Cwt-y-Bugail-Mine bei Blaenau Ffestiniog nutzte man zur Unterbringung von Kunstschätzen der National Gallery und der Tate Gallery. Die Anzahl der Beschäftigten in der Schieferindustrie ging von 7.589 im Jahre 1939 auf 3.520 am Ende des Krieges zurück. 1945 waren es nur noch 70.000 Tonnen Schiefer, die jährlich abgebaut wurden. Mit weniger als 20 Steinbrüchen hatte sich die Zahl seit Beginn des Krieges halbiert. Besonders stark betroffen war das Nantlle-Tal, in dem 1945 nur noch 350 Arbeiter beschäftigt waren, verglichen mit 1000 im Jahre 1937. Die Nachfrage für Schieferschindeln ging kontinuierlich zurück, seit die Verwendung von Tonziegeln für das Decken von Dächern immer gebräuchlicher wurde. Gleichzeitig nahmen die Importe aus Portugal, Frankreich und Italien immer mehr zu. Die Reparatur der zerbombten Gebäude sorgte zwar noch einmal für ein kurzzeitiges Ansteigen der Nachfrage nach Schieferschindeln, aber der Gebrauch von Schiefer für neue Gebäude war in der Regel untersagt. Das Verbot wurde erst 1949 wieder aufgehoben.
1958 betrug der Schieferabbau insgesamt noch 54.000 Tonnen, im Jahre 1970 nur noch 22.000. Wieder wurden eine Reihe von Steinbrüchen geschlossen. Nach fast 200 Jahren Betrieb stellte 1955 der Diffwys-Steinbruch in Blaenau Ffestiniog die Arbeit ein. 1963 schlossen die nahe gelegenen Steinbrüche in Votty und Bowydd. 1969 wurde die Arbeit auch im Dinorwig-Steinbruch eingestellt, und mehr als 300 Steinbrucharbeiter verloren ihren Arbeitsplatz. Im folgenden Jahr gaben auch der Dorothea-Steinbruch im Nantlle-Tal und die Braichgoch Slate Mine ihre Schließung bekannt. Die Oakeley-Mine in Blaenau Ffestiniog beendete 1971 den Abbau, wurde aber später durch eine Gesellschaft wieder eröffnet. 1972 betrug in Nordwales die Zahl der in der Schieferindustrie Beschäftigten weniger als 1.000. Es gab nur wenige Beschäftigungsalternativen in diesem Teil von Wales: Die Schließung der Steinbrüche führte zu hoher Arbeitslosigkeit und einem Rückgang der Bevölkerungszahl, da junge Menschen wegzogen, um anderswo Arbeit zu finden. Nach langem Kampf erkannte 1979 die britische Regierung Silikosis als Berufskrankheit der Steinbrucharbeiter an, und die Arbeiter, die daran erkrankt waren, erhielten jetzt finanzielle Kompensationen. In den 1980er Jahren stieg die Nachfrage nach Schieferschindeln wieder an. Schiefer wurde noch in den Steinbrüchen von Oakeley, Llechwedd und Cwt-y-Bugail abgebaut. Der Penrhyn-Steinbruch produzierte nach wie vor die meisten Schieferschindeln. Mittlerweile kamen Laser zum Einsatz, um die Schieferblöcke zu spalten.

## Schieferindustrie in Wales heute

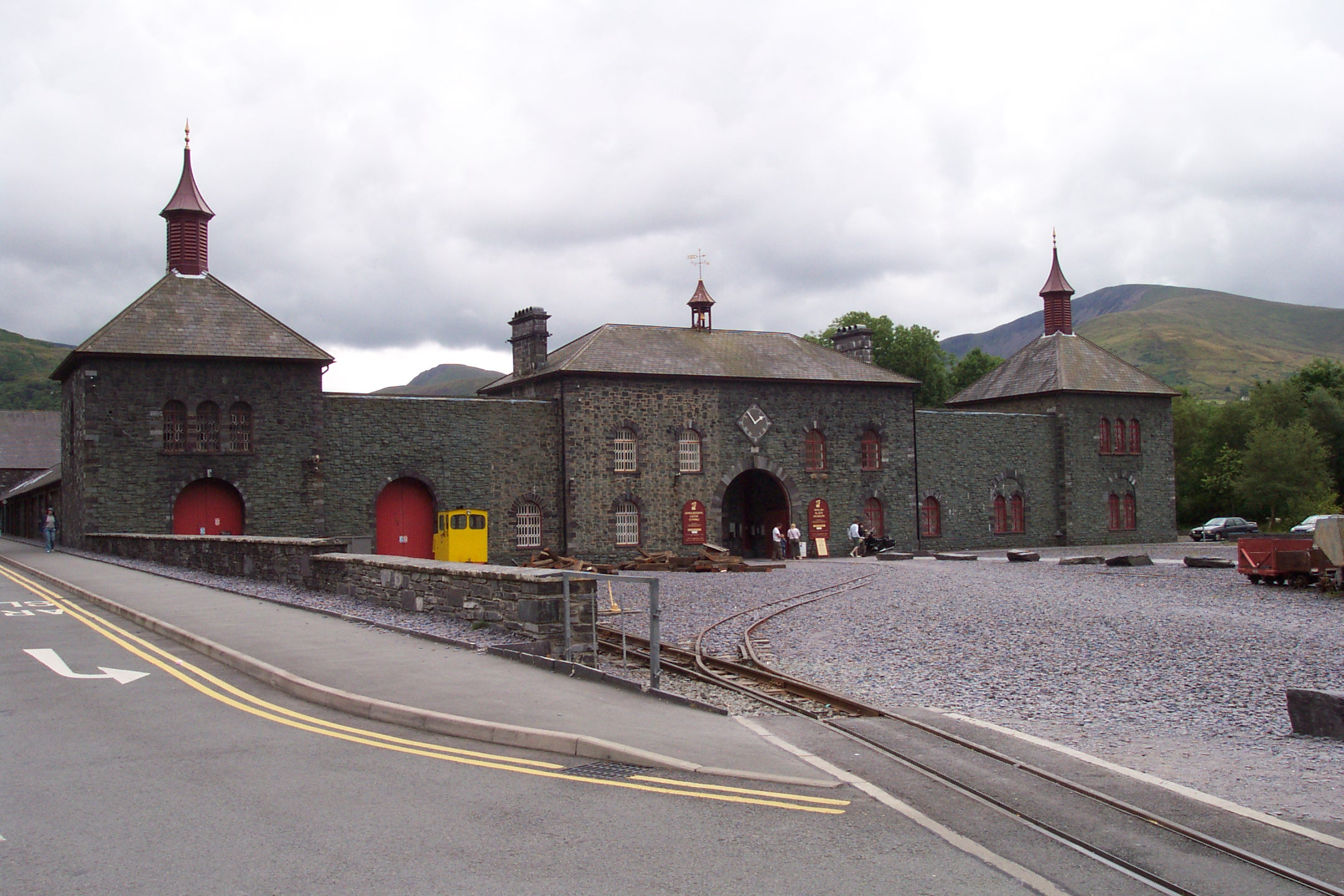
Das National Slate Museum, untergebracht in einem Gebäude des alten Dinorwig-Steinbruchs

Ein Teil des Dinorwig-Steinbruch ist heute Bestandteil des Padarn-Country-Parks. Das National Slate Museum ist in den alten Werkstätten des Steinbruchs untergebracht. Zu den Ausstellungsstücken des Museums gehören auch die Hütten, in denen während der viktorianischen Zeit die Arbeiter der Region um Blaenau Ffestiniog lebten. Das Museum zeigt in einer Multimedia-Show die Lebensweise der Steinbrucharbeiter und die Arbeitsmethoden im Schieferabbau.
Auch in Blaenau Ffestiniog wurden alte Abbaustätten wie die Llechwedd Slate Caverns in eine Touristenattraktion umgewandelt. Besucher können dort mit einer Bahn in das Bergwerk einfahren. Die Minen von Braichgoch bei Corris dienen heute als King Arthur’s Labyrinth, eine Touristenattraktion. In den ehemaligen Strecken werden den Besuchern in einer Multimedia-Show die Legende von König Artus, die Geschichten von Mabinogion und Taliesin erzählt. Im Schiefersteinbruch von Llwyngwern nahe Machynlleth ist nun ein Zentrum für alternative Technologie untergebracht. Eine Reihe der Eisenbahnen, die früher Schiefer transportierten, sind wie die Ffestiniog Railway und die Talyllyn Railway wieder in Gang gebracht worden.
Im Penrhyn-Steinbruch wird immer noch Schiefer abgebaut, wenn auch in sehr viel geringerem Umfang als noch Ende des 19. Jahrhunderts. 1995 kamen 50 Prozent des gesamten abgebauten Schiefers Großbritanniens aus diesem Steinbruch. Penrhyn gehört heute zur Alfred McAlpine PLC, einer Firma, der auch die Steinbrüche und Bergwerke in Oakeley, Cwt-y-Bugail und der Penyrorsedd-Steinbruch im Nantlle-Tal gehören. Die Greaves Welsh Slate Company in Llechwedd stellt immer noch Schindeln für das Decken von Dächern her. Auch der Berwyn-Steinbruch in der Nähe von Llangollen arbeitet nach wie vor. Beim Bau des Wales Millennium Centre in Cardiff wurde bewusst Schieferschutt verwendet: Purpurfarbener Schiefer von Penrhyn, blauer von Cwt-y-Bugail, grüner von Nantlle, grauer aus Llechwedd und schwarzer von Corris.

## Kultureller Einfluss

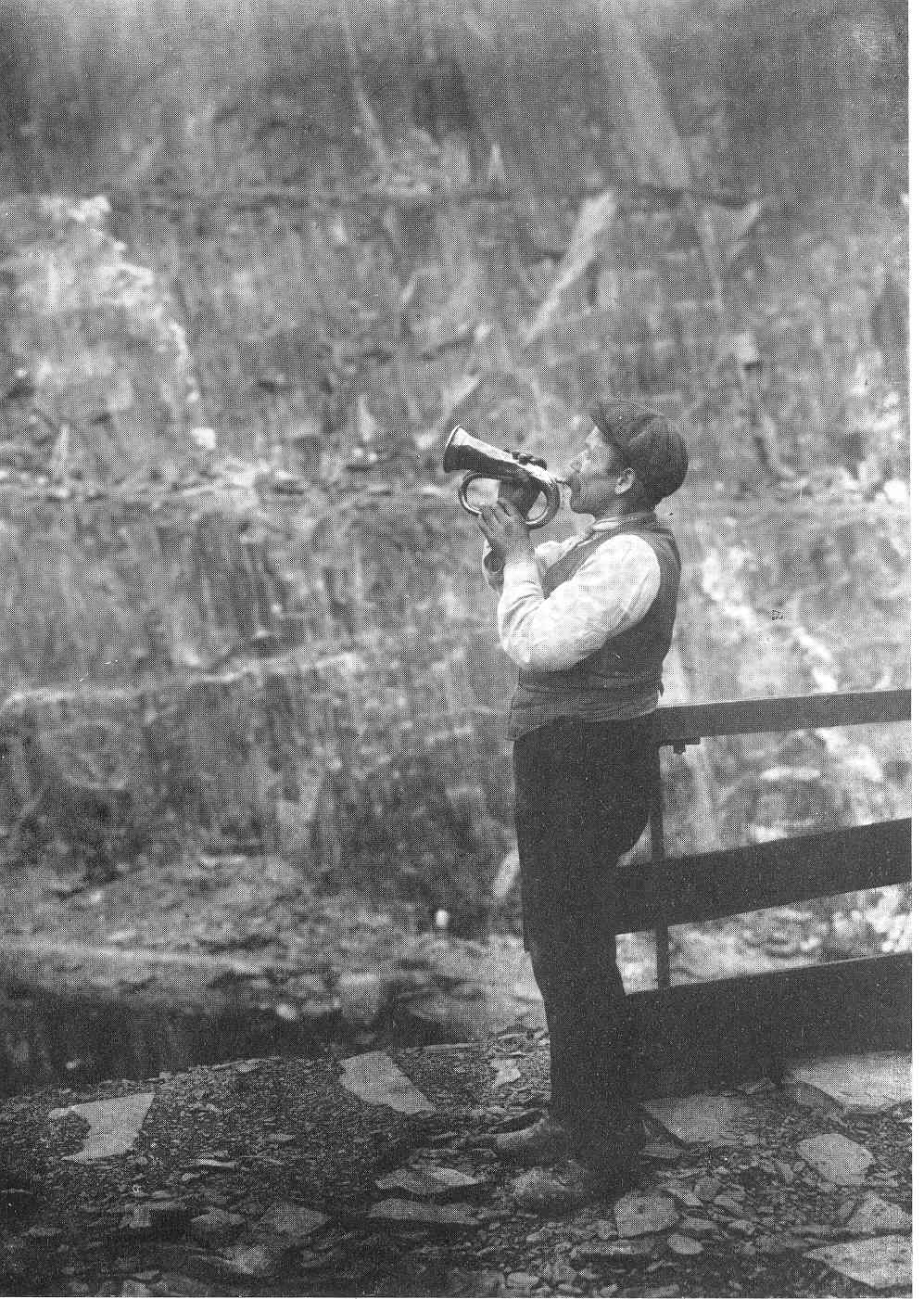
Im Penrhyn-Steinbruch wird das Warnsignal für die nächste Sprengung gegeben. Foto um 1913.

Die Schieferindustrie in Wales war ein Industriezweig, in dem fast ausschließlich Walisisch gesprochen wurde. Die meisten Arbeitskräfte in den Hauptzentren des Schieferabbaus in Wales kamen aus der unmittelbaren Umgebung. Die Industrie hatte einen wesentlichen Einfluss auf die walisische Kultur. Der Caban, die Hütte, in der sich die Steinbrucharbeiter in ihrer Mittagspause versammelten, war häufig der Ort weitreichender Diskussionen, über die häufig sogar ganz formal Protokoll geführt wurde. Erhalten geblieben sind die Protokolle von 1908 bis 1920 des Caban in der Llechwedd Mine bei Blaenau Ffestiniog. Sie belegen Diskussionen über Themen wie die Bewegung zur Trennung von Staat und Kirche (church disestablishment), Zollreformen und andere tagesaktuelle politische Themen. Eisteddfodau wurden abgehalten, Gedichte vorgetragen und diskutiert und die meisten der großen Steinbrüche hatten ihre eigene Blaskapelle. Besonders bekannt war die Oakeley Band. Burn schätzt, dass etwa fünfzig einflussreiche Männer in Wales ihr Arbeitsleben als Steinbrucharbeiter begonnen hatten.
Eine Reihe walisischer Schriftsteller hat sich in ihren Werken auf das Leben der Steinbrucharbeiter bezogen. Das gilt zum Beispiel für die Romane von T. Rowland Hughes: Chwalfa, 1954 ins Englische unter dem Titel Out of their night übersetzt, spielt vor dem Hintergrund des Streiks im Penrhyn-Steinbruch.  Y cychwyn, 1969 ins Englische unter dem Titel The beginning – „Der Anfang“ – übersetzt, erzählt von der Lehrzeit eines jungen Steinbrucharbeiters. Mehrere Romane von Kate Roberts, der Tochter eines Steinbrucharbeiters, beschreiben das Gebiet rund um Rhosgadfan, wo der Schieferabbau in weniger großem Maßstab betrieben wurde und die meisten Steinbrucharbeiter auch noch Nebenbetriebslandwirte waren. Ihr Roman Traed mewn cyffion aus dem Jahre 1936, erst 2002 unter dem Titel Feet in Chains („Füße in Ketten“) ins Englische übersetzt, schildert den Überlebenskampf einer von der Steinbrucharbeit lebenden Familie in der Zeit zwischen 1880 und 1914. Der 1935 entstandene Film Y Chwarelwr (The Quarryman – „Der Steinbrucharbeiter“) war der erste Film, der in walisischer Sprache produziert wurde. Der Film zeigt verschiedene Aspekte des Lebens eines Steinbrucharbeiters, der in Blaenau Ffestiniog Schiefer abbaut.